# Euryopis emiliae
Espèce
Euryopis emiliae est une espèce d'araignées aranéomorphes de la famille des Theridiidae.

## Distribution
Cette espèce est endémique des îles Ioniennes en Grèce,. Elle se rencontre sur Corfou.

## Description
Le mâle holotype mesure 2,08 mm.

## Systématique et taxinomie
Cette espèce a été décrite par Lecigne en 2023.

## Étymologie
Cette espèce est nommée en l'honneur d'Emilie Lecigne.

## Publication originale
- Lecigne, 2023 : « New contribution to the spider fauna (Arachnida: Araneae) of Kerkyra (Corfu) and update of the provisional checklist of species from the Ionian Island. » Journal of the Belgian Arachnological Society, vol. 38, no 1, supplement, p. 1-51.